# Monitoratge ambulatori de la pressió arterial
El monitoratge ambulatori de la pressió arterial (MAPA) mesura la pressió arterial a intervals regulars. Es creu que pot reduir l'efecte d'hipertensió de bata blanca en què la pressió arterial d'un pacient s'eleva durant el procés d'examen a causa del nerviosisme i l'ansietat causats per estar en un entorn clínic. El MAPA també pot detectar la situació inversa, la hipertensió emmascarada, on el pacient té una pressió arterial normal durant l'examen però una pressió arterial sense control a casa. Les mesures fora de l'entorn clínic són molt recomanables com a complement a les mesures en entorn clínic segons gairebé totes les organitzacions mèdiques d'hipertensió.